# La Vieux-Rue
 La Vieux-Rue  es una población y comuna francesa, en la región de Alta Normandía, departamento de Sena Marítimo, en el distrito de Ruan y cantón de Darnétal.

## Demografía
| 224 | 196 | 249 | 311 | 374 | 407 |
| Para los censos de 1962 a 1999 la población legal corresponde a la población sin duplicidades (Fuente: INSEE [Consultar]) |     |     |     |     |     |